# 聖瑪麗亞區 (瓦烏拉省)
11°05′30″S 77°34′23″W / 11.09167°S 77.57306°W
聖瑪麗亞區（西班牙語：Distrito de Santa María），是秘魯的一個區，位於該國中南部利馬大區的瓦烏拉省，始建於1918年12月6日，面積127.5平方公里，海拔高度75米，2005年人口26,635，人口密度每平方公里210人。